# Nikotinfüggőség
A nikotin a dohányban található alkaloida. A nikotin az egyik legerősebb függőséget kiváltó szer. A leszokás elvonási tünetekkel jár. A függőség kialakulásáért központi idegrendszeri elváltozások tehetők felelőssé.

## Káros hatásai az egészségre
Elsősorban az idült hörghurut, a tüdőrák, a rosszindulatú daganatos betegségek (méhnyakrák, szájüregi rákok, hólyagrák, hasnyálmirigyrák, gégerák), a szívbetegségek és a magas vérnyomás kockázatát emeli. Terhesség alatt magzati fejlődési rendellenességhez, koraszüléshez, vetéléshez vezethet.

## Elterjedtsége
A WHO felmérései szerint körülbelül a világ lakosságának egyharmada dohányzik. A fejlődő országokban ez a férfiak 48%-a és a nők 7%-a dohányzik, míg a fejlett ipari társadalmakban a férfiak 42%-át és a nők 24%-át érinti. Évente 4 millióan halnak meg a nikotinfüggőség miatt, ez az arány 2030-ra elérheti az évi 10 milliót is.

## Fiatalok körében elterjedtségének mértéke
A dohányzás kérdése ma 250 millió gyermeket és serdülőt érint, akiknek egyharmada a fejlődő országok szülötte. Magyarországi adatok szerint a 13-16 éves fiatalok 70%-a próbálta ki a cigarettát, egyharmaduk rendszeresen dohányzik.

## Betegség tünetei
A nikotin hatása kettős: egyszerre élénkít, javítja a figyelmet, ugyanakkor nyugtató hatása is van, oldja a feszültséget. Serkenti az emésztést. Egy idő után elmúlik ez a kellemes érzés, és az eredetinél rosszabb hangulat alakul ki, ami késztetést jelent a következő cigaretta elszívására. Azonos hatás eléréséhez azonban egyre nagyobb mennyiségre van szükség a hozzászokás miatt. Megvonási tünetek: sóvárgás, ingerlékenység, türelmetlenség, nyugtalanság, fejfájás, koncentrációzavarok, általános rosszullét. Romlik a gondolkodás, fokozódik az étvágy, megjelenhetnek különböző alvászavarok.

## Kezelés, terápia
Leszokáskor a nikotinfüggő szenvedélybetegeknek egyszerre kell szembenézniük a lelki (szertartás, hangulat, jó érzés), és fizika megvonási tünetekkel.
A dohányzásról való leszokás történhet egyik napról a másikra, vagy folyamatosan, fokozatos csökkentéssel is. Az adag csökkentését érdemes szakorvos irányítása alatt végezni. Nikotinpótló módszerek: tapasz, orrspray, rágó, cukorka, inhalátor. A dohányzásról való leszokás nem könnyű, a mai egészségpolitika célja a függőség kialakulásának megelőzése betegoktatással, dohányzás elleni kampánnyal, felvilágosítással.